# Curt Stallmach
Curt Stallmach (* 25. April 1914 in Rawitsch als Kurt Willi Stallmach; † unbekannt) war ein deutscher Filmarchitekt.

## Leben und Wirken
Über Stallmachs Werdegang ist derzeit nichts bekannt. Nach einer Assistenzzeit begann der in München ansässige Ostdeutsche 1953, meist in Zusammenarbeit mit Kollegen, Filmbauten umzusetzen. Stallmach gestaltete in den 1950er Jahren überwiegend die Dekorationen zu Lustspielen und Heimatfilmen, Dramen und Melodramen, von denen keiner eine größere, filmhistorische Bedeutung besitzt. Seine letzte Arbeit für das Kino war die eines zweiten Architekten bei Billy Wilders in Deutschland gedrehter US-Komödie Eins, zwei, drei. 
Nach 1963 verliert sich seine Spur. Möglicherweise ist Stallmach bereits Mitte der 1970er Jahre verstorben gewesen, in dem Handbuch „Das Film-Fernseh-ABC-Taschenadreßbuch 1975-76“, dessen Redaktionsschluss auf den 31. März 1975 datiert ist, wird er unter Filmarchitekten und Bühnenbildner nicht mehr aufgeführt.

## Filmografie
beim Kinofilm, wenn nicht anders angegeben
- 1953: Junges Herz voll Liebe
- 1954: Der Zarewitsch
- 1954: Heimweh nach Deutschland
- 1955: In Hamburg sind die Nächte lang
- 1956: Der Jäger vom Roteck
- 1956: Hurra – die Firma hat ein Kind
- 1957: Egon, der Frauenheld
- 1957: Wetterleuchten um Maria
- 1957: Die Prinzessin von St. Wolfgang
- 1957: Der Bauerndoktor von Bayrischzell
- 1958: Worüber man nicht spricht
- 1958: Ein Lied geht um die Welt
- 1958: Der Sündenbock von Spatzenhausen
- 1958: Die Landärztin
- 1959: Hubertusjagd
- 1960: Der Rächer
- 1961: Eins, Zwei, Drei (als zweiter Architekt)
- 1963: Schule der Geläufigkeit (Fernsehspiel)